# Karin Haustermans
Karin Haustermans (* 26. September 1962) ist eine belgische Onkologin und Hochschullehrerin am Universitätsklinikum Leuven der Katholieke Universiteit Leuven.

## Leben
Haustermans studierte ab 1979 Humanmedizin, Chirurgie und Geburtshilfe an der KU Leuven, wo sie 1986 ihren Studienabschluss machte. 1987 wurde sie in Leuven in Onkologie und Krebsbiologie zur Dr. med. promoviert und arbeitete anschließend als Assistenzärztin am Universitätsklinikum Leuven. Anschließend absolvierte sie in Leuven die Ausbildung zur Fachärztin für Strahlentherapie, die sie 1993 abschloss. Es folgten Tätigkeiten am Laboratory of Experimental Radiotherapy in Leuven und am Institute of Epidemiology in Brüssel. 1995 wurde sie auch in medizinischen Wissenschaften promoviert. Fortan arbeitete sie als wissenschaftliche Mitarbeiterin am Campus Gasthuisberg des Universitätsklinikums Leuven und wechselte 1996 an das Netherlands Cancer Institute in Amsterdam. 1998 wurde sie in Leuven zur Professorin für Medizin an der Abteilung für Radioonkologie ernannt, 2005 folgte die Verleihung einer ordentlichen Professur. Neben ihrer Professorentätigkeit war Haustermans von 2004 bis 2019 Leitende klinische Ärztin am Fonds voor Wetenschappelijk Onderzoek – Vlaanderen. 2011 wurde sie als Mitglied in die Koninklijke Academie voor Geneeskunde van België, die königlich-belgische medizinische Akademie, aufgenommen. Seit 2014 unterrichtet sie auch an der European Society for Therapeutic Radiology and Oncology. Von 2016 bis 2017 war sie die Präsidentin der European research infrastructure for biobanking and biomolecular resources in health and life sciences in Brüssel. Seit 2018 ist sie außerdem Medizinische Direktorin des Particle Therapy Interuniversity Centre an der KU Leuven.
2024 wurde sie als Mitglied in die Deutsche Akademie der Naturforscher Leopoldina aufgenommen. 2025 wurde sie zudem mit dem Emmanuel Van der Schueren Award der  Belgian Society for Radiotherapy & Oncology ausgezeichnet, den sie bereits 2019 erhalten hatte.

## Forschung
Haustermans Forschungsschwerpunkte liegen in der gastrointestinalen und der Uro-Onkologie. Sie forscht insbesondere zur Protonentherapie zur Behandlung dieser Krebserscheinungsformen. Sie leitete verschiedene klinische Studien, in denen der zielgerichtete Einsatz molekularer Wirkstoffe mit der Strahlentherapie kombiniert wurden. 2022 gelang die erste erfolgreiche Behandlung eines Patienten mit Speiseröhrenkrebs mittels Protonentherapie. Ihre Ansätze erweitert sie um interdisziplinäre Erkenntnisse und verwendet auch Biomarker, um die Strahlentherapie auf den einzelnen Patientinnen und Patienten abzustimmen.